# Slaby-Beringer
La Slaby-Beringer (per esteso SB-Automobil-Gesellschaft GmbH) fu una piccola Casa automobilistica tedesca attiva dal 1919 al 1924. La sua storia si identifica e si snoda di pari passo con l'evoluzione commerciale dell'unico modello prodotto, la SB-Wagen.

## Storia

### Il fondatore: Rudolf Slaby
Si tratta di una piccola Casa automobilistica, praticamente sconosciuta in Italia, ma che già al termine della prima guerra mondiale anticipò quello che ben novant'anni dopo sarebbe divenuto un argomento di scottante attualità, vale a dire quello della mobilità pulita e sostenibile.
La storia della Slaby-Beringer affonda le sue radici fino al 1887, anno di nascita di uno dei due fondatori della piccola azienda, ossia Rudolf Slaby, figlio di Adolf Slaby, quest'ultimo docente alla Technische Hochschule di Charlottenburg, un quartiere di Berlino. Nel 1897 Adolf Slaby avrebbe fondato assieme al socio Georg Graf von Arco un'azienda per la costruzione e l'installazione di antenne, all'epoca una vera novità tecnologica sperimentata per la prima volta appena nove anni prima da Heinrich Hertz. L'azienda così fondata si sarebbe in seguito evoluta nel noto marchio Telefunken, ben conosciuto ed apprezzato anche in tempi più recenti per i suoi televisori.
Rudolf Slaby ereditò dal padre la passione per la tecnologia: compiuti gli studi presso lo stesso istituto che in precedenza vide Adolf Slaby come docente, il giovane Rudolf cominciò a lavorare presso la Bergmann Elektrizitäts AG di Berlino. Solo un anno dopo venne assunto alla Daimler Motoren Gesellshaft in qualità di direttore del reparto ricerche e sviluppo. Con lo scoppio della Prima Guerra Mondiale Rudolf Slaby passò all'industria aeronautica. Al termine del conflitto, con il Trattato di Versailles, alla Germania sconfitta fu proibito di costruire aerei, per cui Rudolf Slaby si trovò senza lavoro. Ma ben presto trovò un posto presso la Nationale Automobil-Gesellschaft di Oberschöneweide (un altro quartiere di Berlino), dove fu assunto come direttore del reparto ricerche e brevetti.

### La SB-Wagen

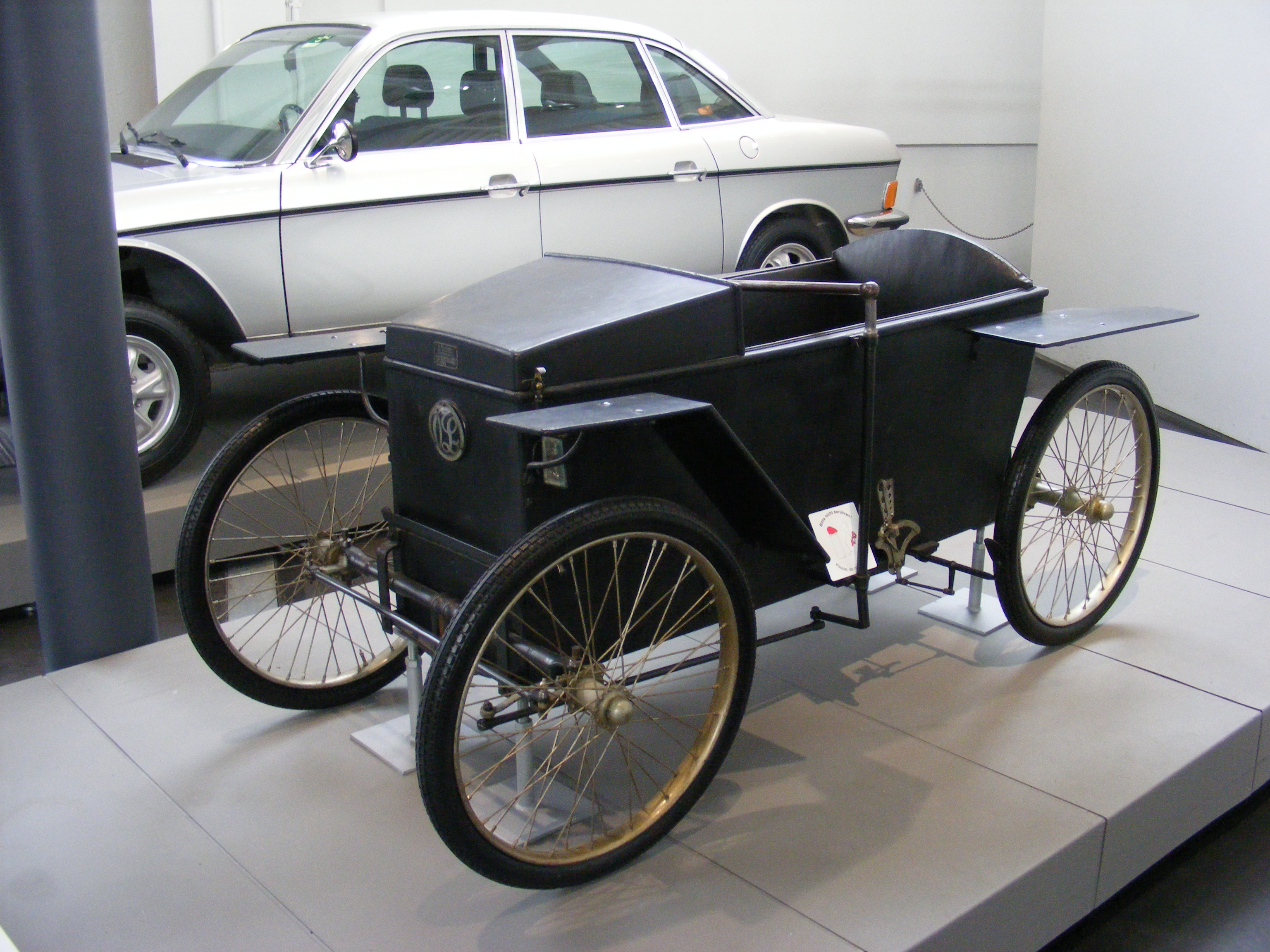
Una SB-Wagen con carrozzeria monoposto

Fu in questo periodo che Rudolf Slaby ebbe modo di costruire una vetturetta a propulsione elettrica per uso personale: inizialmente denominata semplicemente Elektrowagen, era una piccola vettura con carrozzeria aperta di tipo monoposto, completamente costruita in legno. La vettura era spinta da un motore elettrico alimentato da una batteria a 12 celle da 24 V. Slaby la utilizzava normalmente per i suoi spostamenti in città e fu proprio durante uno di questi tragitti, nella primavera del 1919, che l'ingegnere tedesco conobbe Jørgen Skafte Rasmussen, un industriale di origini danesi fondatore della Zschopauer Motorenwerke, meglio conosciuta come DKW. Rasmussen era convinto già da qualche anno che il futuro della sua azienda sarebbe stato quello di costruire autovetture e motocicli. Già nel 1916 si era cimentato in tal senso costruendo un'autovettura a vapore che però diede problemi di affidabilità. L'industriale danese fu talmente entusiasta della vetturetta di Slaby da stringere fin dall'inizio un rapporto commerciale con quest'ultimo. Rasmussen stipulò un contratto in base al quale Slaby avrebbe costruito un lotto di cento vetturette di quel tipo. Come caparra Rasmussen versò un terzo della quota totale pattuita, pari a 87 000 RM.
Dal canto suo, per poter costruire tutti quegli esemplari, Slaby dovette trovare un luogo di dimensioni adeguate: lo trovò in Charlottenburger Sophiestraße, dove il padre di un suo cugino, Hermann Beringer, mise a disposizione una parte del suo capannone che i Beringer utilizzavano per la propria attività di colorificio. Fu proprio con Hermann Beringer che Slaby si mise in società e fondò la Beringer Abteilung Kleinautobau (in tedesco, Reparto costruzione vetturette Beringer). La piccola azienda avrebbe costruito le carrozzerie ed i telai in legno, mentre i motori elettrici sarebbero stati forniti da una ditta esterna, la Levy. Sfortunatamente quest'ultima ebbe forti ritardi nella realizzazione dei motori e mise in seria difficoltà la stessa azienda diretta da Slaby e Beringer. Questi ritardi ebbero anche come risultato che, data l'inflazione galoppante del primo dopoguerra, la cifra pattuita con Rasmussen non bastava più a sostenere le spese di costruzione. Inoltre, erano già numerose le vetture già completate e giacenti nel magazzino ma ancora prive di motore, senza contare che Rasmussen aveva già raccolto ordini da parte di clienti stranieri per un numero imprecisato di altre vetturette (si parla addirittura di 1000 esemplari).

### Nascita dellaSlaby-Beringer

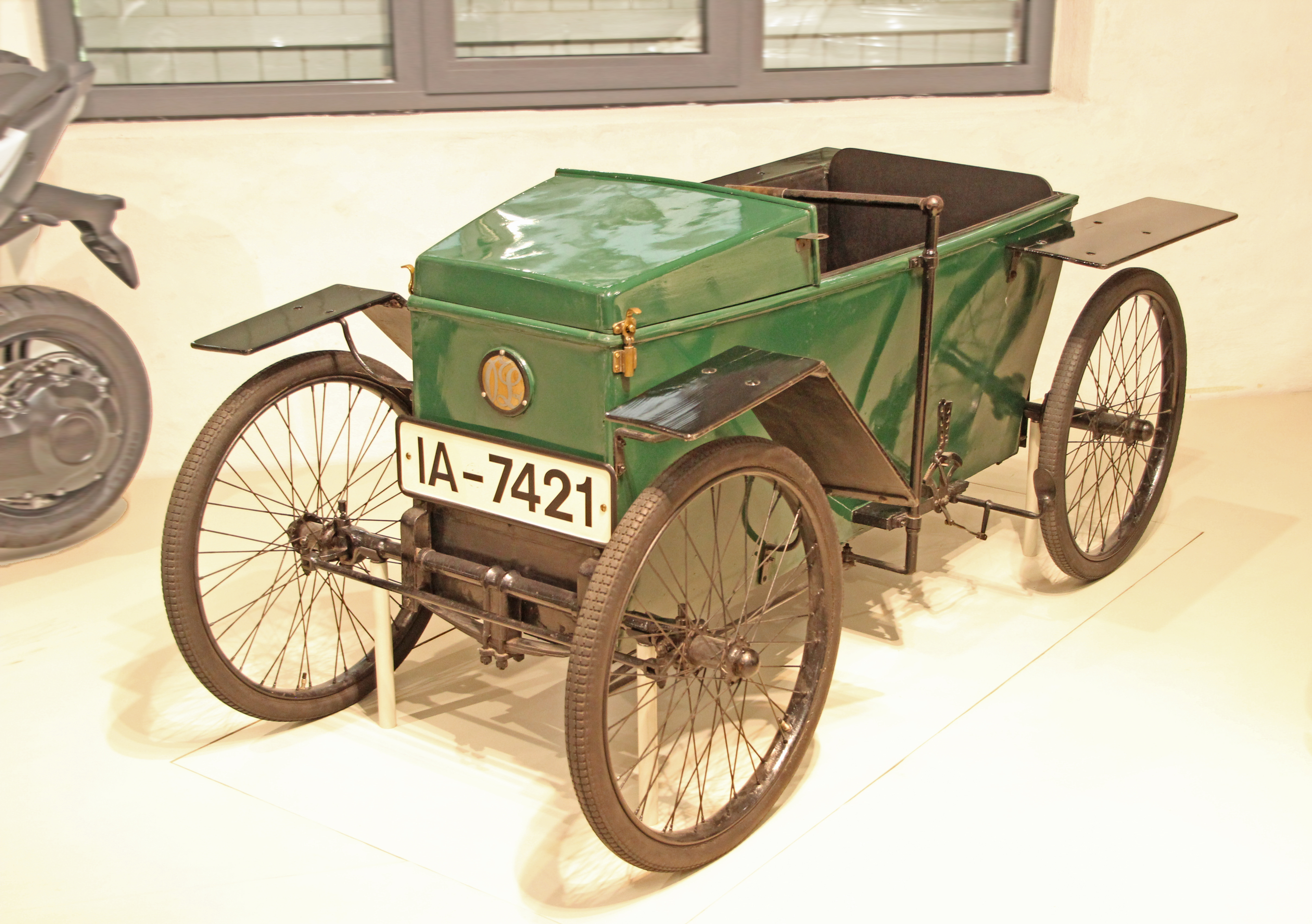

Per risollevare la situazione, il 15 ottobre 1919 venne fondata la SB-Automobil-Gesellschaft mbH, nota anche come Slaby-Beringer, che per un terzo vedeva la partecipazione dello stesso Rasmussen, la cui Zschopauer Motorenwerke godeva di miglior salute economica. Mentre Slaby fu nominato direttore tecnico, Beringer fu assegnato alla direzione commerciale. Le cose cominciarono ad andare meglio: nel primo anno di attività la Slaby-Beringer costruì 257 esemplari di autovetture con carrozzeria monoposto, mentre cominciarono le prime consegne. A causa dell'inaffidabilità del fornitore di motori elettrici, dei 100 esemplari iniziali commissionati da Rasmussen ne furono terminati solo 80 di quelli provvisti con motore Levy. A rasmussen ne furono consegnati solo 64 mentre i restanti 36 furono riacquistati dalla Slaby-Beringer. Ma da quel momento, la piccola azienda berlinese costruì da sola i motori elettrici per le proprie vetture.
Ben presto anche l'ala di capannone messa a disposizione da Emil Beringer, padre di Hermann, divenne troppo piccola, per cui venne affittato un secondo capannone nelle immediate vicinanze del primo: questo secondo capannone servì da magazzino in cui le vetture finite potessero essere stoccate. Alla fine del 1920 arrivò dal Giappone una sostanziosa commessa di 200 vetture, ma con batteria a 18 celle anziché 12. L'anno seguente arrivarono altri ordini dalla Svizzera e dall'Inghilterra. Nell'autunno del 1921, e precisamente dal 23 settembre al 2 ottobre, ebbe luogo il primo Salone di Berlino del dopoguerra, a cui partecipò anche la Slaby-Beringer. Qui la SB-Wagen fu esposta in una nuova configurazione, con un nuovo motore connesso alle ruote mediante ingranaggi anziché mediante catena, e con nuove ruote a disco. Le SB-Wagen potevano comunque essere ordinate anche con ruote a raggi.
Infine, vennero introdotte anche delle nuove varianti di carrozzeria, ossia a due posti (in questo caso disposti a tandem) oppure di tipo commerciale predisposto per il trasporto merci. In questo caso si trattava di una versione a passo notevolmente allungato e con tre assi, uno anteriore e due posteriori per permettere al piccolo e leggero corpo vettura di meglio sostenere il peso degli oggetti trasportati, oggetti che potevano essere sistemati all'interno di un baule posteriore ed anche sopra di esso. Al termine della kermesse berlinese, arrivò dal Giappone un'ulteriore commessa di 500 pezzi. La piccola fabbrica messa in piedi due anni prima non poté più reggere i ritmi produttivi imposta dalla domanda sempre crescente, per cui venne preso in affitto un nuovo capannone, sempre a Berlino ma sito in Markgrafendamm 28.

### Vittima dell'inflazione e della sfortuna
Purtroppo l'inflazione inarrestabile causò seri problemi di contenimento dei costi, senza contare che il prezzo pattuito con i clienti cominciava a non bastare più per la Slaby-Beringer. Si giunse così nel marzo 1922 a contrarre debiti con una banca, debiti dei quali Rasmussen si fece garante, innalzando al 50% la sua partecipazione nella piccola azienda di Berlino ed offrendo tale quota come controvalore per la banca. Lo stesso Rasmussen contribuì di tasca sua ad un ulteriore finanziamento delle operatività della Slaby-Beringer. Tali eventi sembrarono portare un po' di respiro a tutti e la produzione per i clienti esteri poté riprendere normalmente. Ma sorse presto un altro problema, derivante dal fatto che la Slaby-Beringer, occupata a tempo pieno all'assemblaggio degli esemplari da destinare a Giappone ed Inghilterra, non poteva soddisfare anche gli ordini provenienti dal mercato casalingo. Basti pensare che tra il 1921 ed il 1922 furono consegnate ai clienti esteri 505 esemplari, ma solo 36 ai clienti tedeschi.
Ma l'evento più catastrofico che potesse nuocere alla Slaby-Beringer non avvenne in Germania e neppure in Europa, ma proprio in Giappone. Infatti il 1º settembre 1923, il Paese del Sol Levante fu vittima del grande terremoto del Kantō, in seguito al quale fu impossibile per i clienti nipponici concludere l'affare con la Slaby-Beringer. Poco tempo dopo vi fu la presentazione, nuovamente al Salone di Berlino, delle terza serie della SB-Wagen, stavolta caratterizzata da una nuova carrozzeria, sempre aperta, sempre in legno, ma più bassa e lunga, il che conferiva alla SB-Wagen un aspetto quasi da vettura sportiva. Per la prima volta, la SB-Wagen poté essere ordinata anche con un motore a combustione interna, in questo caso un'unità a due tempi di fabbricazione DKW. Si trattava di un monocilindrico da 170 cm³ di cilindrata con potenza massima di 2.5 CV, un motore già utilizzato dall'azienda di Zschopau per le sue motociclette.
Dopo l'infelice esperienza con il Giappone, la Slaby-Beringer decise di concentrarsi principalmente sul mercato interno. Perciò strinse contatti con un distributore locale, la Mitex, con cui all'inizio del 1924 strinse un rapporto di collaborazione per la fornitura di SB-Wagen da smerciare sul territorio tedesco. Ma ormai la Slaby-Beringer era agli sgoccioli quanto a risorse finanziarie ed aveva lasciato debiti ovunque. A metà dell'estate 1924, presso la Mitex furono consegnati solo 54 esemplari di SB-Wagen, delle svariate centinaia pattuite. Toccò nuovamente a Rasmussen tappare le falle economiche dell'azienda, ma stavolta l'industriale danese avviò la procedura di fallimento per la Slaby-Beringer, fallimento che venne ufficializzato il 1º settembre 1924, esattamente un anno dopo il terremoto in Giappone. Con un nuovo, definitivo investimento Rasmussen inglobò la piccola azienda nell'impero della DKW. La ex-Slaby-Beringer divenne la filiale berlinese della Zschopauer Motorenwerke e la direzione di tale filiale fu affidata proprio a Rudolf Slaby. Si concluse così anche l'epopea della SB-Wagen: gli ultimi 20 esemplari erano equipaggiati con un nuovo motore DKW da 206 cm³ e da 4 CV di potenza massima.